# 於惟一
於惟一（1521年—？），字德夫，號皖川，直隸安慶府懷寧縣人，官籍，明朝政治人物。

## 生平
嘉靖三十一年（1552年）壬子科應天鄉試第六名舉人，三十二年（1553年）癸丑科二甲六十三名進士。通政司观政，授工部主事，升员外、郎中，以工部郎中出為太原府知府，调广信知府，擢陝西副使。

## 家族
曾祖於貴；祖父於寬；父於瓚。前母徐氏；前母汪氏；母南氏。慈侍下。兄於松、於惟敬。